# 여고생 드래곤
《여고생 드래곤》은 땅콩의 웹툰으로, 네이버 웹툰에 2021년 11월 26일부터 2023년 2월 10일까지 매주 수·토요일에 연재했다. 총 121화이며, 낱권책은 출판사 문페이스에서 전 5권으로 출간했다.

## 개요
수업 시간에 자고 일어나니 다른 세계의 골드 드래곤에게 빙의된 주인공 '김민지'가 원래 자신이 살던 세계로 돌아가려고 마을 사람들(스미스, 도미니크)과 여러 인물들을 만나며 함께 모험을 하는 내용으로, 모든 것을 아는 현자가 원래 세계로 돌아가는 법을 알려줄 것이라 생각해 현자를 찾아 떠난다.

## 특징
- 여느 웹툰들과는 다르게 흑백으로 연재했다. 이는 《싸움독학》의 작가 박태준(그림을 그린 사람은 김정현)의 영감에서 비롯한 것이다.[1]
- 각 회의 마지막 장면에 김민지와는 반대로 김민지의 몸에 빙의된 골드 드래곤이 김민지로써  살아가는 모습이 한 장면씩 나온다.[1]